# Werner Nothe
Werner Nothe (né le 31 janvier 1938 à Wusterwitz) est un homme politique allemand (SED). Il est maire de Magdebourg entre 1989 et 1990.

## Biographie
Nothe passe son Abitur à Genthin en 1956 et entre au SED la même année. Il étudie ensuite le droit à l'université Martin-Luther de Halle-Wittemberg jusqu'en 1960 puis devient conseiller juridique en entreprise. À partir de 1978, Werner Nothe est l'adjoint au maire de Magdebourg et est responsable des questions d'église et de réinstallation. Après la démission de Werner Herzig et la direction provisoire des affaires officielles par Ernst Ullrich, il est élu le 14 décembre 1989 maire de Magdebourg au scrutin secret lors d'une réunion extraordinaire du conseil municipal. Il est resté maire de la ville jusqu'à l'élection de Wilhelm Polte (de) le 31 mai 1990.
Nothe est délégué à la conférence spéciale du parti du SED à Berlin-Est en décembre 1989. Néanmoins, en tant que maire, il demande le 25 janvier 1990 au SED-PDS, lors de la table ronde de la ville, de cesser immédiatement toute activité politique sur le territoire de Magdebourg. Il s'engage pour une autodissolution du parti et quitte le parti.
À partir de 1990, il travaille comme avocat indépendant et consultant en investissement. En 1992, il fonde une entreprise dans le domaine de la construction.